# Esclanèdes
Esclanèdes est une commune française située dans le centre du département de la Lozère, en région Occitanie.
Exposée à un climat de montagne, elle est drainée par le Lot et par divers autres petits cours d'eau. La commune possède un patrimoine naturel remarquable : un site Natura 2000 (les « falaises de Barjac et causse des Blanquets ») et deux zones naturelles d'intérêt écologique, faunistique et floristique.
Esclanèdes est une commune rurale qui compte 428 habitants en 2022, après avoir connu un pic de population de 864 habitants en 1793. Elle fait partie de l'aire d'attraction de Mende. Ses habitants sont appelés les Esclanédiens ou  Esclanédiennes.

## Géographie
La commune d'Esclanèdes se situe à cheval sur la vallée du Lot et le causse de Sauveterre.

### Communes limitrophes
Les communes limitrophes sont  Barjac, Chanac, Cultures, Gabrias et Grèzes.
| Grèzes | Gabrias    | Barjac   |
|        | Esclanèdes | Cultures |
| Chanac |            | Barjac   |

### Lieux-dits
Le principal village de la commune est le Bruel. Il se situe sur la rive nord-ouest du Lot, tout comme le village de la Rocherousse et le château de Marance, tous deux un peu plus haut sur le versant sud de la vallée. De l'autre côté de la rivière se trouvent la ferme du Mazet et le village d'Esclanèdes qui donne son nom à la commune. Enfin, le hameau des Crottes se situe sur le plateau que constitue le causse.

### Voies de communications
La principale voie de communication est la route nationale 88 qui relie Lyon à Toulouse. Elle permet surtout aux habitants de rejoindre Chanac et Mende ou bien l'autoroute A75. Celle-ci permet de se rendre à Clermont-Ferrand et Montpellier notamment.
La gare du Bruel dispose également d'un arrêt sur la ligne de TER reliant Marvejols à La Bastide-Puylaurent en passant par Mende. La liaison s'effectue par train ou par bus, avec quatre arrêts par jour dans chaque sens en moyenne. C'est grâce à la mobilisation des usagers que l'arrêt du village n'est pas devenu facultatif. Le ramassage scolaire en bus est organisé vers les écoles primaires de Chanac et les collèges et lycées de Mende.

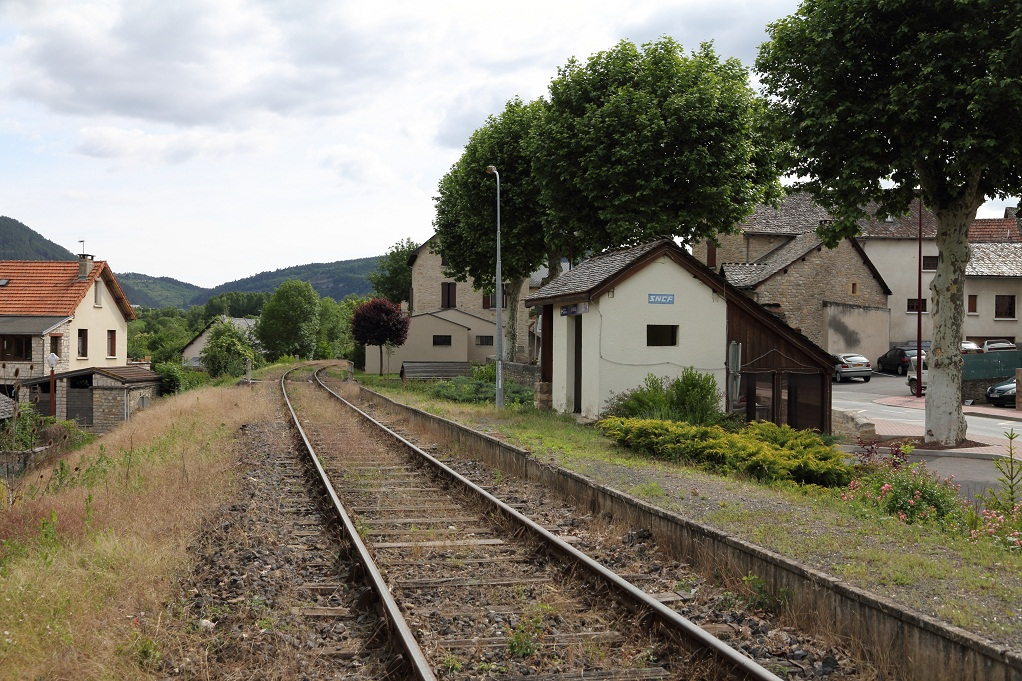
Vue générale de la gare du Bruel se réduisant à un simple abri de quai en 2011.

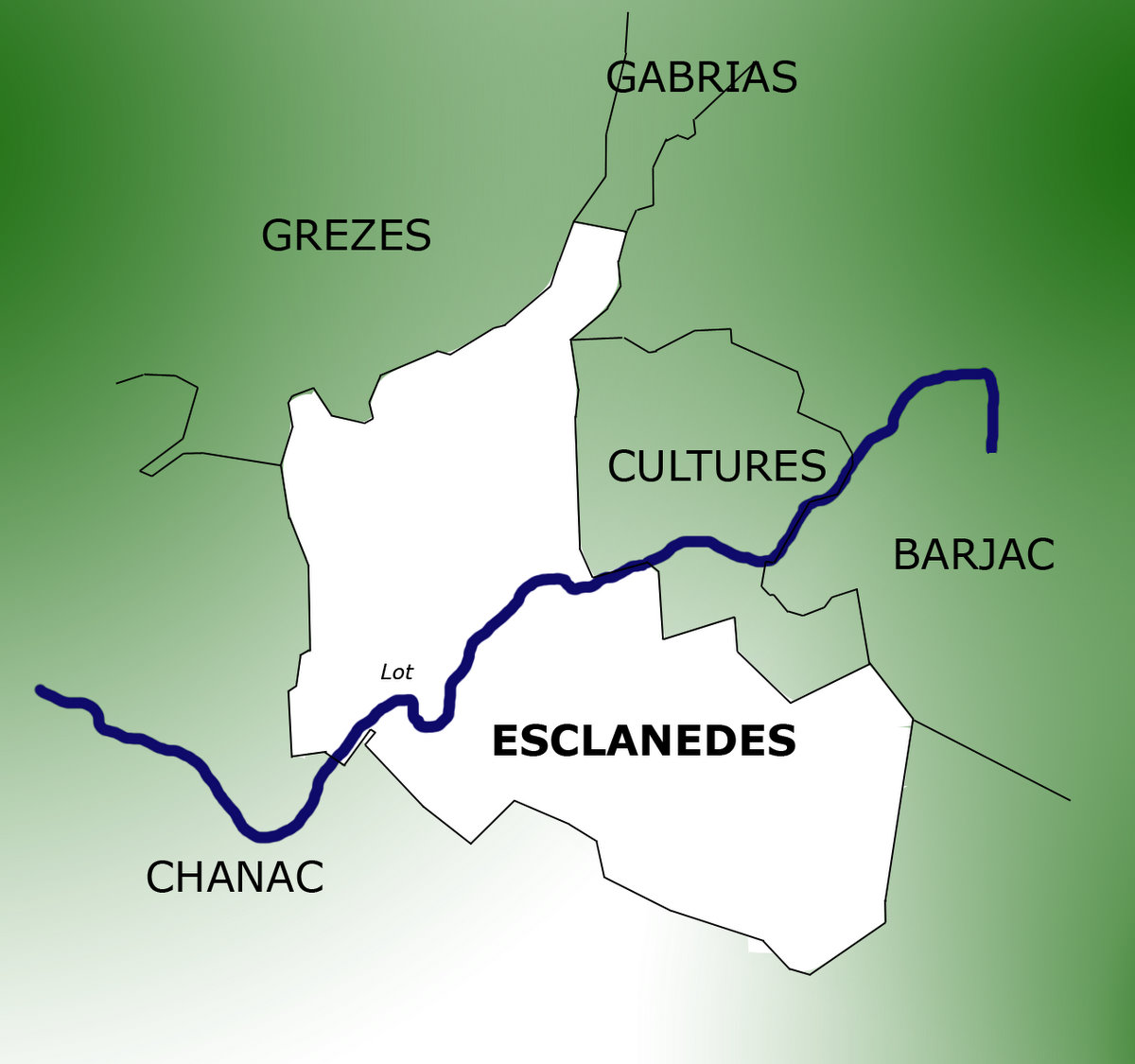
Limites de la commune d'Esclanèdes.

### Climat
Pour des articles plus généraux, voir Climat de l'Occitanie et Climat de la Lozère.
En 2010, le climat de la commune est de type climat des marges montargnardes, selon une étude s'appuyant sur une série de données couvrant la période 1971-2000. En 2020, Météo-France publie une typologie des climats de la France métropolitaine dans laquelle la commune est exposée à un climat de montagne ou de marges de montagne et est dans la région climatique Sud-est du Massif Central, caractérisée par une pluviométrie annuelle de 1 000 à 1 500 mm, minimale en été, maximale en automne.
Pour la période 1971-2000, la température annuelle moyenne est de 10,5 °C, avec une amplitude thermique annuelle de 15,9 °C. Le cumul annuel moyen de précipitations est de 960 mm, avec 9,8 jours de précipitations en janvier et 5,5 jours en juillet. Pour la période 1991-2020, la température moyenne annuelle observée sur la station météorologique la plus proche, située sur la commune de Montrodat à 8 km à vol d'oiseau, est de 10,1 °C et le cumul annuel moyen de précipitations est de 818,0 mm,. Pour l'avenir, les paramètres climatiques de la commune estimés pour 2050 selon différents scénarios d’émission de gaz à effet de serre sont consultables sur un site dédié publié par Météo-France en novembre 2022.

### Milieux naturels et biodiversité

#### Réseau Natura 2000

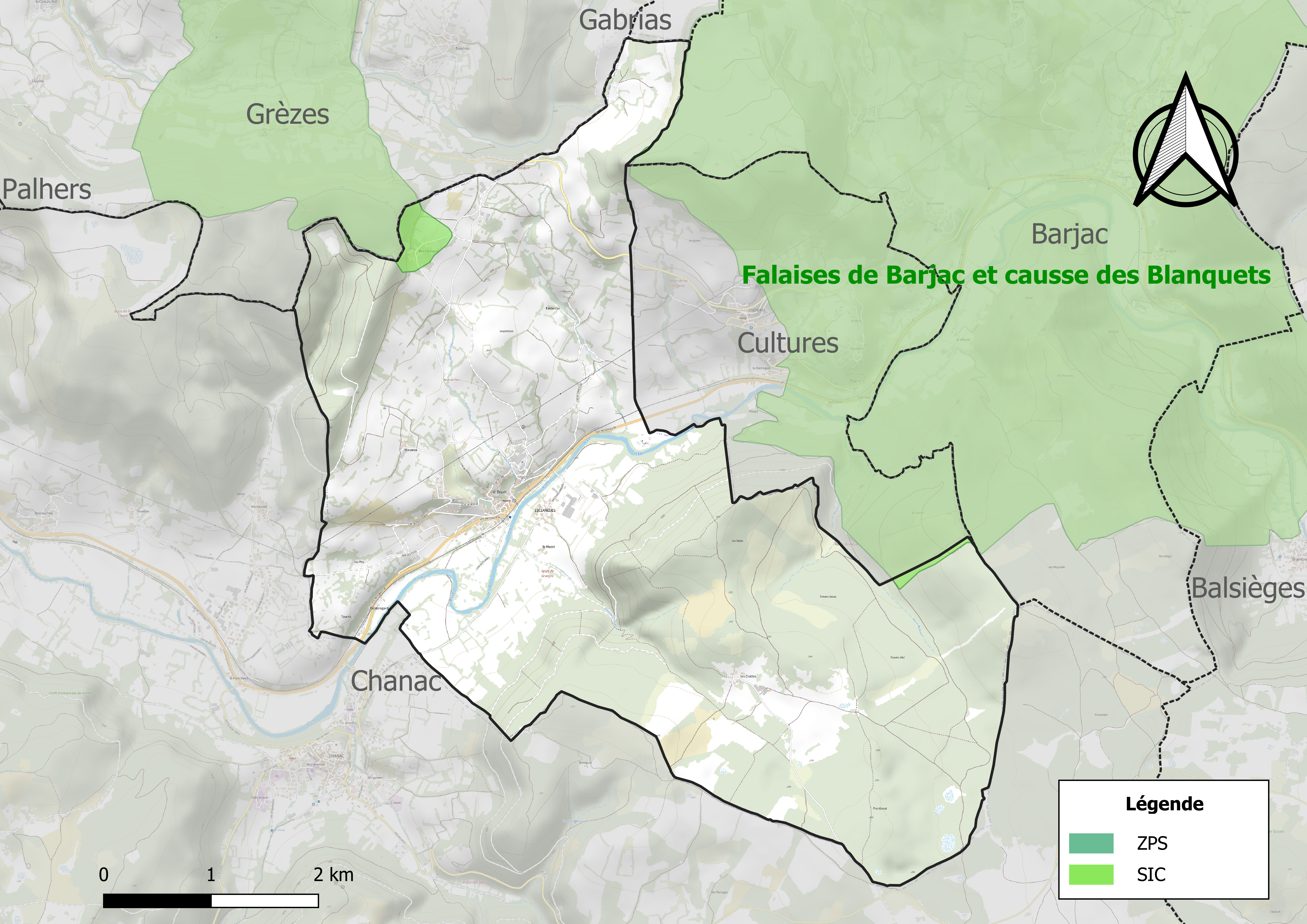
Site Natura 2000 sur le territoire communal.

Le réseau Natura 2000 est un réseau écologique européen de sites naturels d'intérêt écologique élaboré à partir des directives habitats et oiseaux, constitué de zones spéciales de conservation (ZSC) et de zones de protection spéciale (ZPS).
Un site Natura 2000 a été défini sur la commune au titre de la directive habitats : les « falaises de Barjac et causse des Blanquets », d'une superficie de 2 267 ha, constituant un biotope favorable pour de nombreuses espèces de chauve-souris de la directive habitats.

#### Zones naturelles d'intérêt écologique, faunistique et floristique

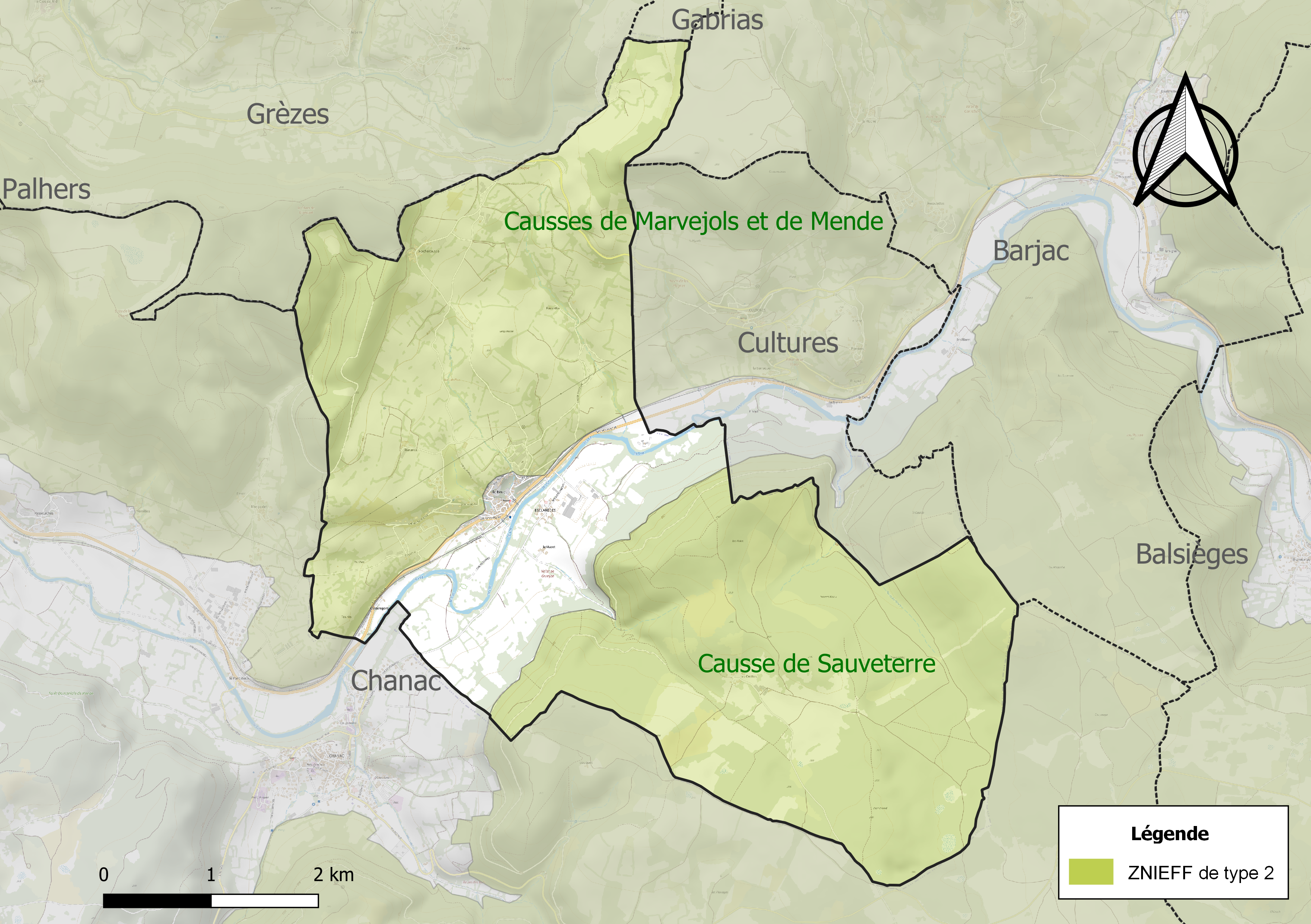
Carte des ZNIEFF de type 2 localisées sur la commune.

L’inventaire des zones naturelles d'intérêt écologique, faunistique et floristique (ZNIEFF) a pour objectif de réaliser une couverture des zones les plus intéressantes sur le plan écologique, essentiellement dans la perspective d’améliorer la connaissance du patrimoine naturel national et de fournir aux différents décideurs un outil d’aide à la prise en compte de l’environnement dans l’aménagement du territoire.
Deux ZNIEFF de type 2 sont recensées sur la commune :
- le « causse de Sauveterre » (19 759 ha), couvrant 11 communes du département[12] ;
- les « causses de Marvejols et de Mende » (18 190 ha), couvrant 24 communes du département[13].

## Urbanisme

### Typologie
Au 1er janvier 2024, Esclanèdes est catégorisée commune rurale à habitat dispersé, selon la nouvelle grille communale de densité à sept niveaux définie par l'Insee en 2022.
Elle est située hors unité urbaine. Par ailleurs la commune fait partie de l'aire d'attraction de Mende, dont elle est une commune de la couronne,. Cette aire, qui regroupe 31 communes, est catégorisée dans les aires de moins de 50 000 habitants,.

### Occupation des sols
L'occupation des sols de la commune, telle qu'elle ressort de la base de données européenne d’occupation biophysique des sols Corine Land Cover (CLC), est marquée par l'importance des territoires agricoles (51,4 % en 2018), en augmentation par rapport à 1990 (47,1 %). La répartition détaillée en 2018 est la suivante : 
forêts (41,6 %), zones agricoles hétérogènes (39,2 %), prairies (12,2 %), zones urbanisées (3,8 %), milieux à végétation arbustive et/ou herbacée (3,3 %). L'évolution de l’occupation des sols de la commune et de ses infrastructures peut être observée sur les différentes représentations cartographiques du territoire : la carte de Cassini (XVIIIe siècle), la carte d'état-major (1820-1866) et les cartes ou photos aériennes de l'IGN pour la période actuelle (1950 à aujourd'hui).

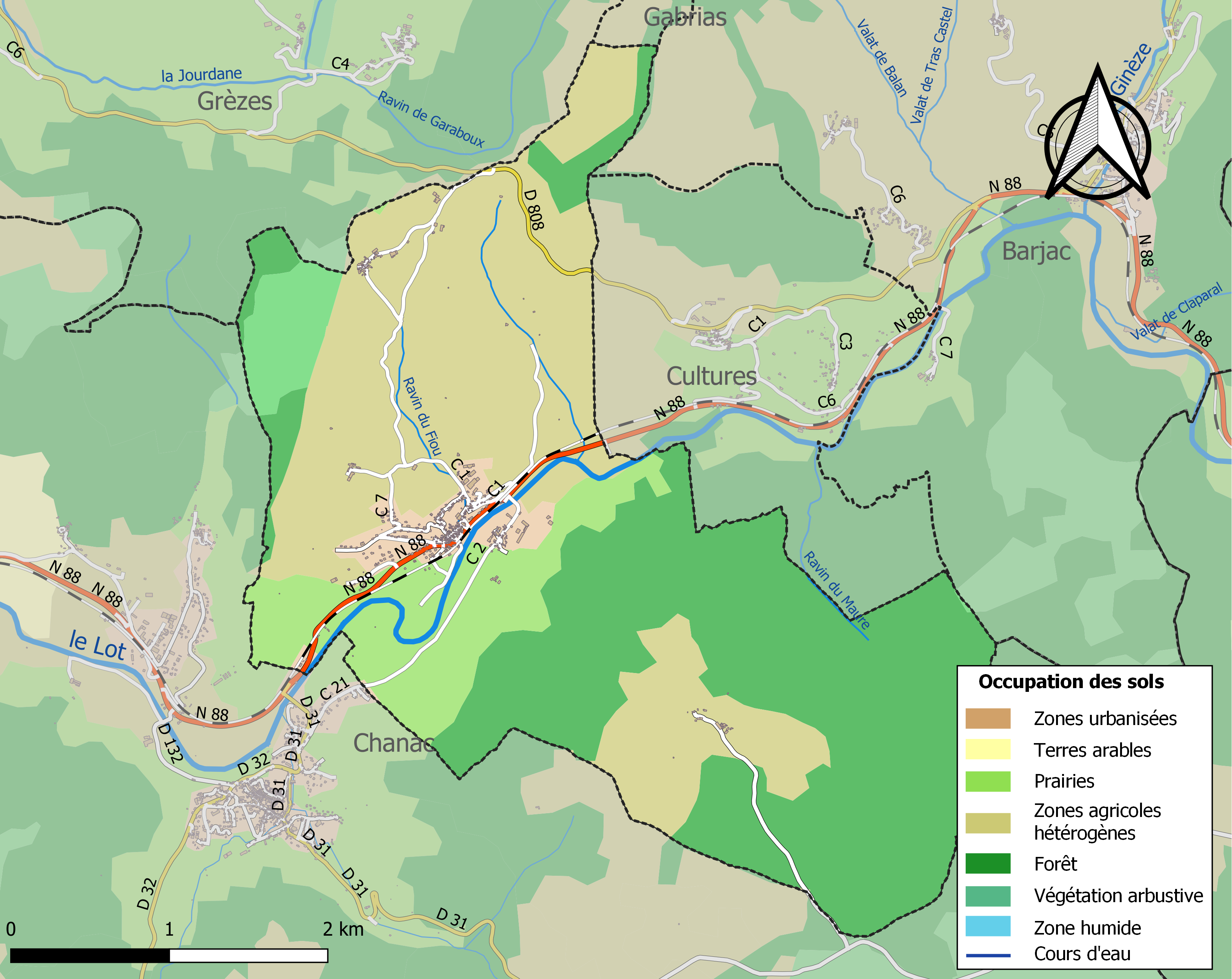
Carte des infrastructures et de l'occupation des sols de la commune en 2018 (CLC).

### Risques majeurs
Le territoire de la commune d'Esclanèdes est vulnérable à différents aléas naturels : météorologiques (tempête, orage, neige, grand froid, canicule ou sécheresse), inondations, feux de forêts, mouvements de terrains et séisme (sismicité faible). Il est également exposé à un risque technologique, le transport de matières dangereuses. Un site publié par le BRGM permet d'évaluer simplement et rapidement les risques d'un bien localisé soit par son adresse soit par le numéro de sa parcelle.

#### Risques naturels
La commune fait partie du territoire à risques importants d'inondation (TRI) de Mende-Marvejols, regroupant 17 communes concernées par un risque de débordement du Lot et de la Colagne ainsi que de certains de leurs affluents, un des 18 TRI qui ont été arrêtés fin 2012 sur le bassin Adour-Garonne. Les événements antérieurs à 2014 les plus significatifs sont les crues du 5 novembre 1994, une crue cévenole de référence (3,95 m mesurés à Mende), et des 4 et 5 décembre 2003, une crue méditerranéenne (3,80 m mesurés à Mende). Des cartes des surfaces inondables ont été établies pour trois scénarios : fréquent (crue de temps de retour de 10 ans à 30 ans), moyen (temps de retour de 100 ans à 300 ans) et extrême (temps de retour de l'ordre de 1 000 ans, qui met en défaut tout système de protection). La commune a été reconnue en état de catastrophe naturelle au titre des dommages causés par les inondations et coulées de boue survenues en 1982, 1994, 2003 et 2020,.
Esclanèdes est exposée au risque de feu de forêt. Un plan départemental de protection des forêts contre les incendies (PDPFCI) a été approuvé en décembre 2014 pour la période 2014-2023. Les mesures individuelles de prévention contre les incendies sont précisées par divers arrêtés préfectoraux et s’appliquent dans les zones exposées aux incendies de forêt et à moins de 200 mètres de celles-ci. L’arrêté du 23 mars 2018, complété par un arrêté de 2020, réglemente l'emploi du feu en interdisant notamment d’apporter du feu, de fumer et de jeter des mégots de cigarette dans les espaces sensibles et sur les voies qui les traversent sous peine de sanctions. L'arrêté du 23 août 2021, abrogeant un arrêté de 2002, rend le débroussaillement obligatoire, incombant au propriétaire ou ayant droit,,.

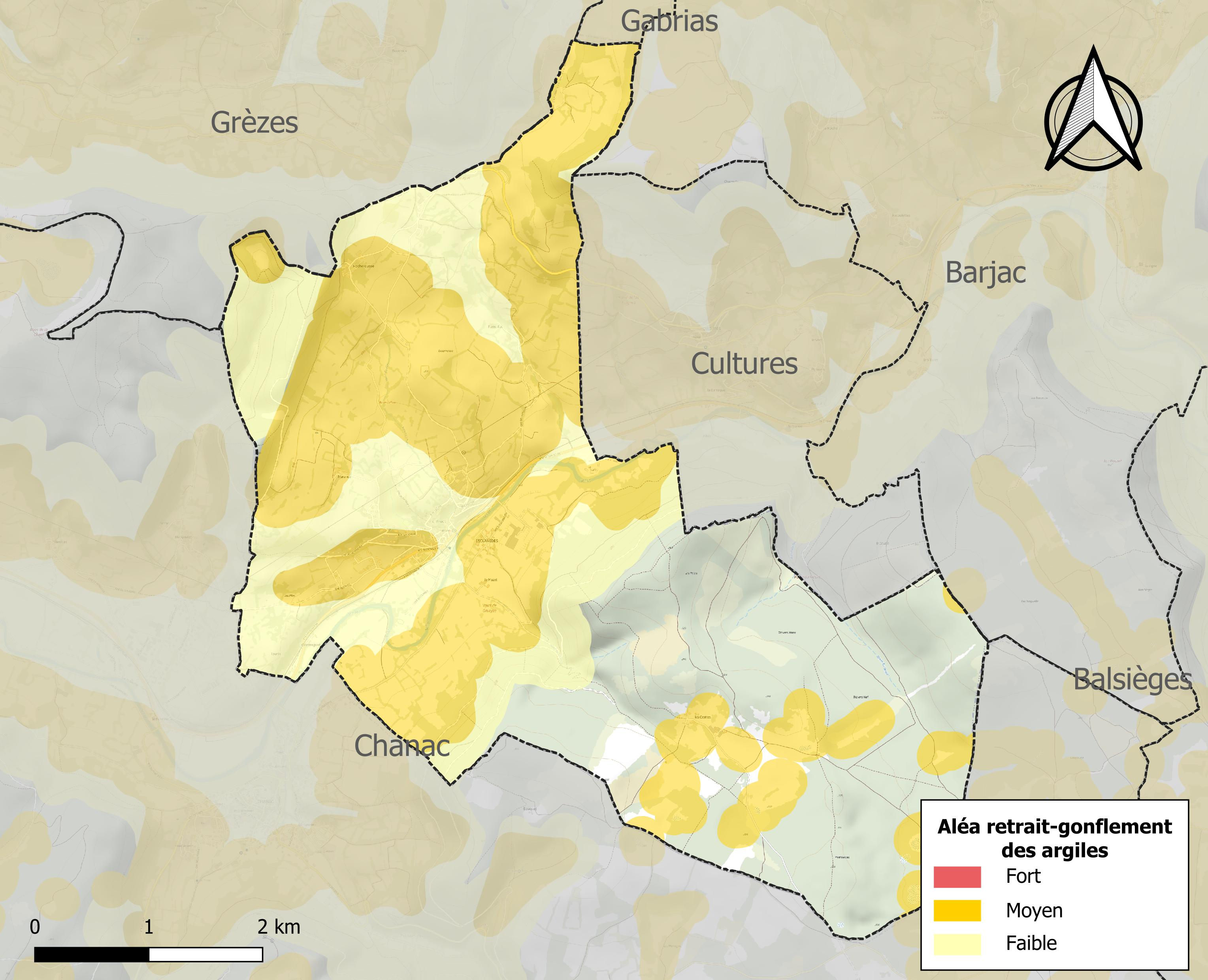
Carte des zones d'aléa retrait-gonflement des sols argileux d'Esclanèdes.

Les mouvements de terrains susceptibles de se produire sur la commune sont des affaissements et effondrements liés aux cavités souterraines (hors mines), des éboulements, chutes de pierres et de blocs, des glissements de terrain et des tassements différentiels. Par ailleurs, afin de mieux appréhender le risque d’affaissement de terrain, l'inventaire national des cavités souterraines permet de localiser celles situées sur la commune.
Le retrait-gonflement des sols argileux est susceptible d'engendrer des dommages importants aux bâtiments en cas d’alternance de périodes de sécheresse et de pluie. 47,1 % de la superficie communale est en aléa moyen ou fort (15,8 % au niveau départemental et 48,5 % au niveau national). Sur les 221 bâtiments dénombrés sur la commune en 2019, 113 sont en aléa moyen ou fort, soit 51 %, à comparer aux 14 % au niveau départemental et 54 % au niveau national. Une cartographie de l'exposition du territoire national au retrait gonflement des sols argileux est disponible sur le site du BRGM,.
Par ailleurs, afin de mieux appréhender le risque d’affaissement de terrain, l'inventaire national des cavités souterraines permet de localiser celles situées sur la commune.

#### Risques technologiques
Le risque de transport de matières dangereuses sur la commune est lié à sa traversée par des infrastructures routières ou ferroviaires importantes ou la présence d'une canalisation de transport d'hydrocarbures. Un accident se produisant sur de telles infrastructures est susceptible d’avoir des effets graves sur les biens, les personnes ou l'environnement, selon la nature du matériau transporté. Des dispositions d’urbanisme peuvent être préconisées en conséquence.

## Politique et administration

### Découpage territorial
La commune d'Esclanèdes est membre de la communauté de communes Aubrac Lot Causses Tarn, un établissement public de coopération intercommunale (EPCI) à fiscalité propre créé le 30 novembre 2016 dont le siège est à La Canourgue. Ce dernier est par ailleurs membre d'autres groupements intercommunaux.
Sur le plan administratif, elle est rattachée à l'arrondissement de Mende, à la circonscription administrative de l'État de la Lozère et à la région Occitanie.
Sur le plan électoral, elle dépend du canton de Bourgs sur Colagne pour l'élection des conseillers départementaux, depuis le redécoupage cantonal de 2014 entré en vigueur en 2015, et de la circonscription de la Lozère pour les élections législatives, depuis le dernier découpage électoral de 2010.

### Liste des maires
| Période | Période  | Identité        | Étiquette | Qualité      |
| ------- | -------- | --------------- | --------- | ------------ |
|         |          | Auguste Hébrard |           |              |
|         |          | Gabriel Ricoul  |           |              |
|         |          | René Maurizi    |           |              |
|         | 1989     | Raymond Rabier  |           | Entrepreneur |
| 1989    | 2014     | Bernard Pinot   |           |              |
| 2014    | En cours | Pascale Bonicel |           |              |

## Démographie
L'évolution du nombre d'habitants est connue à travers les recensements de la population effectués dans la commune depuis 1793. Pour les communes de moins de 10 000 habitants, une enquête de recensement portant sur toute la population est réalisée tous les cinq ans, les populations de référence des années intermédiaires étant quant à elles estimées par interpolation ou extrapolation. Pour la commune, le premier recensement exhaustif entrant dans le cadre du nouveau dispositif a été réalisé en 2006.

En 2022, la commune comptait 428 habitants, en évolution de +11,17 % par rapport à 2016 (Lozère : +0,11 %, France hors Mayotte : +2,11 %).
| 1793 | 1800 | 1806 | 1821 | 1831 | 1836 | 1841 | 1846 | 1851 |
| ---- | ---- | ---- | ---- | ---- | ---- | ---- | ---- | ---- |
| 864  | 622  | 675  | 677  | 669  | 627  | 598  | 570  | 525  |

| 1856 | 1861 | 1866 | 1872 | 1876 | 1881 | 1886 | 1891 | 1896 |
| ---- | ---- | ---- | ---- | ---- | ---- | ---- | ---- | ---- |
| 551  | 482  | 460  | 456  | 486  | 502  | 502  | 459  | 464  |

| 1901 | 1906 | 1911 | 1921 | 1926 | 1931 | 1936 | 1946 | 1954 |
| ---- | ---- | ---- | ---- | ---- | ---- | ---- | ---- | ---- |
| 506  | 428  | 418  | 347  | 331  | 312  | 305  | 303  | 298  |

| 1962 | 1968 | 1975 | 1982 | 1990 | 1999 | 2006 | 2011 | 2016 |
| ---- | ---- | ---- | ---- | ---- | ---- | ---- | ---- | ---- |
| 271  | 256  | 218  | 200  | 217  | 250  | 302  | 322  | 385  |

| 2021 | 2022 | - | - | - | - | - | - | - |
| ---- | ---- | - | - | - | - | - | - | - |
| 420  | 428  | - | - | - | - | - | - | - |

## Économie

### Revenus
En 2018, la commune compte 160 ménages fiscaux, regroupant 407 personnes. La médiane du revenu disponible par unité de consommation est de 21 600 € (20 420 € dans le département).

### Emploi
|                | 2008  | 2013  | 2018  |
| -------------- | ----- | ----- | ----- |
| Commune        | 5,3 % | 4,9 % | 7 %   |
| Département    | 5 %   | 6,4 % | 7,1 % |
| France entière | 8,3 % | 10 %  | 10 %  |

En 2018, la population âgée de 15 à 64 ans s'élève à 250 personnes, parmi lesquelles on compte 86,4 % d'actifs (79,4 % ayant un emploi et 7 % de chômeurs) et 13,6 % d'inactifs,. En  2018, le taux de chômage communal (au sens du recensement) des 15-64 ans est inférieur à celui de la France et département, alors qu'en 2008 il était supérieur à celui du département et inférieur à celui de la France.
La commune fait partie de la couronne de l'aire d'attraction de Mende, du fait qu'au moins 15 % des actifs travaillent dans le pôle,. Elle compte 72 emplois en 2018, contre 71 en 2013 et 56 en 2008. Le nombre d'actifs ayant un emploi résidant dans la commune est de 199, soit un indicateur de concentration d'emploi de 36 % et un taux d'activité parmi les 15 ans ou plus de 73,4 %.
Sur ces 199 actifs de 15 ans ou plus ayant un emploi, 39 travaillent dans la commune, soit 20 % des habitants. Pour se rendre au travail, 88,6 % des habitants utilisent un véhicule personnel ou de fonction à quatre roues, 0,5 % les transports en commun, 7,8 % s'y rendent en deux-roues, à vélo ou à pied et 3,1 % n'ont pas besoin de transport (travail au domicile).

## Culture locale et patrimoine

### Lieux et monuments

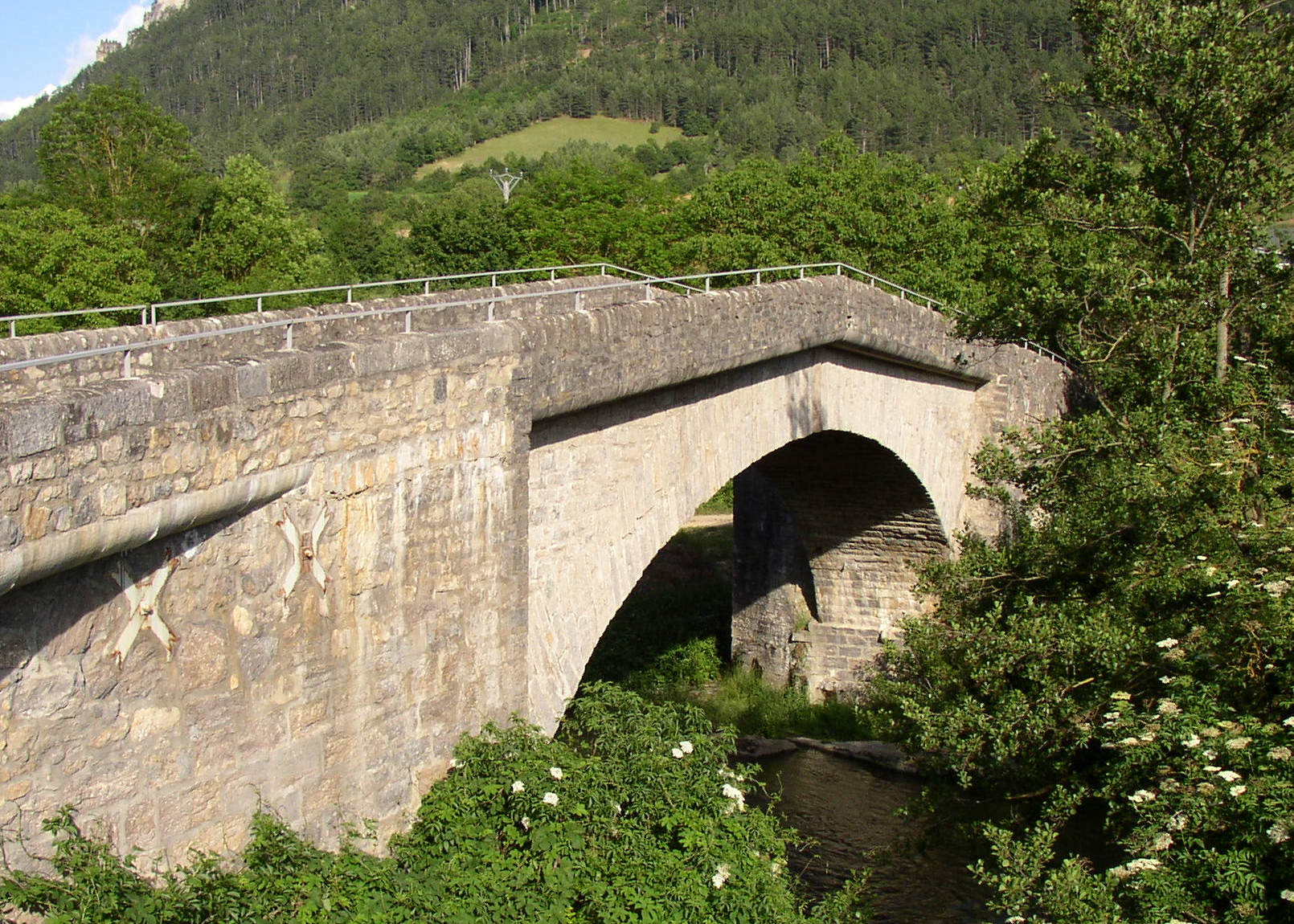
Le pont d'Esclanèdes.

#### Le pont d'Esclanèdes
Ce pont relie le village d'Esclanèdes à la nationale 88. Il a été construit au XVIe siècle par l'évêque François de La Rovère.

#### L'église Saint-Hippolyte
L'édifice est référencé dans la base Mérimée et à l'Inventaire général Région Occitanie.
L'église se situe dans le village d'Esclanèdes et dépend de la communauté de paroisses de Chanac. On y accède par une allée traversant le cimetière qui l'entoure.
Vraisemblablement construite au cours du XIIIe siècle, l’église Saint-Hippolyte fut rattachée à la mense épiscopale de Mende en 1315. Après son incendie par les Huguenots en 1562, elle fut reconstruite en 1630. La sacristie fut ajoutée en 1721, suivie du presbytère et du clocher au XIXe siècle.
Le curé Fages initia la restauration de l’église par des maçons locaux et des volontaires en 1971. Une nouvelle rénovation du bâtiment, concernant les façades, la toiture et les installations électriques et de chauffage, s'est achevée en 2007 par la restauration des vitraux.

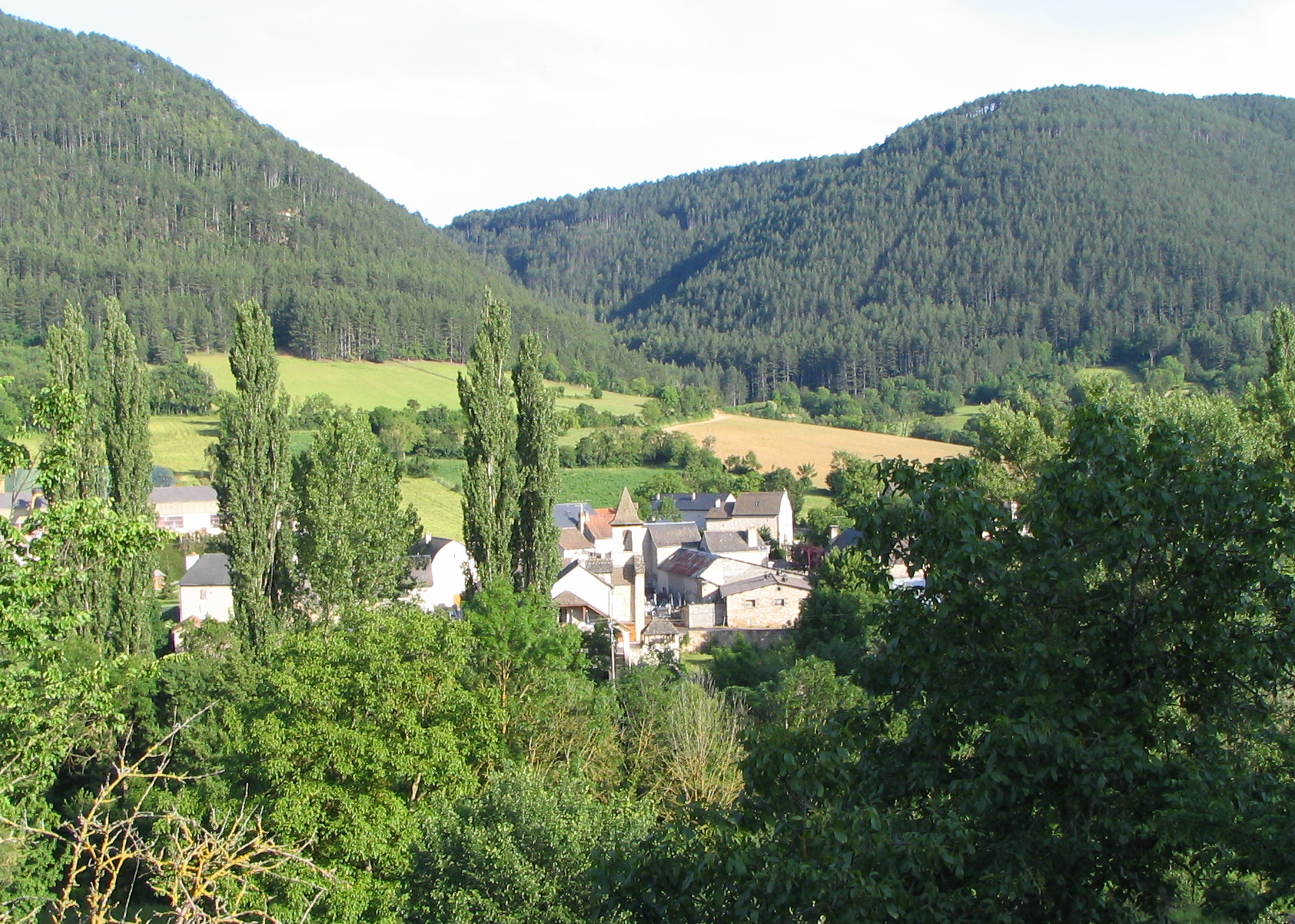
Le village d'Esclanèdes.
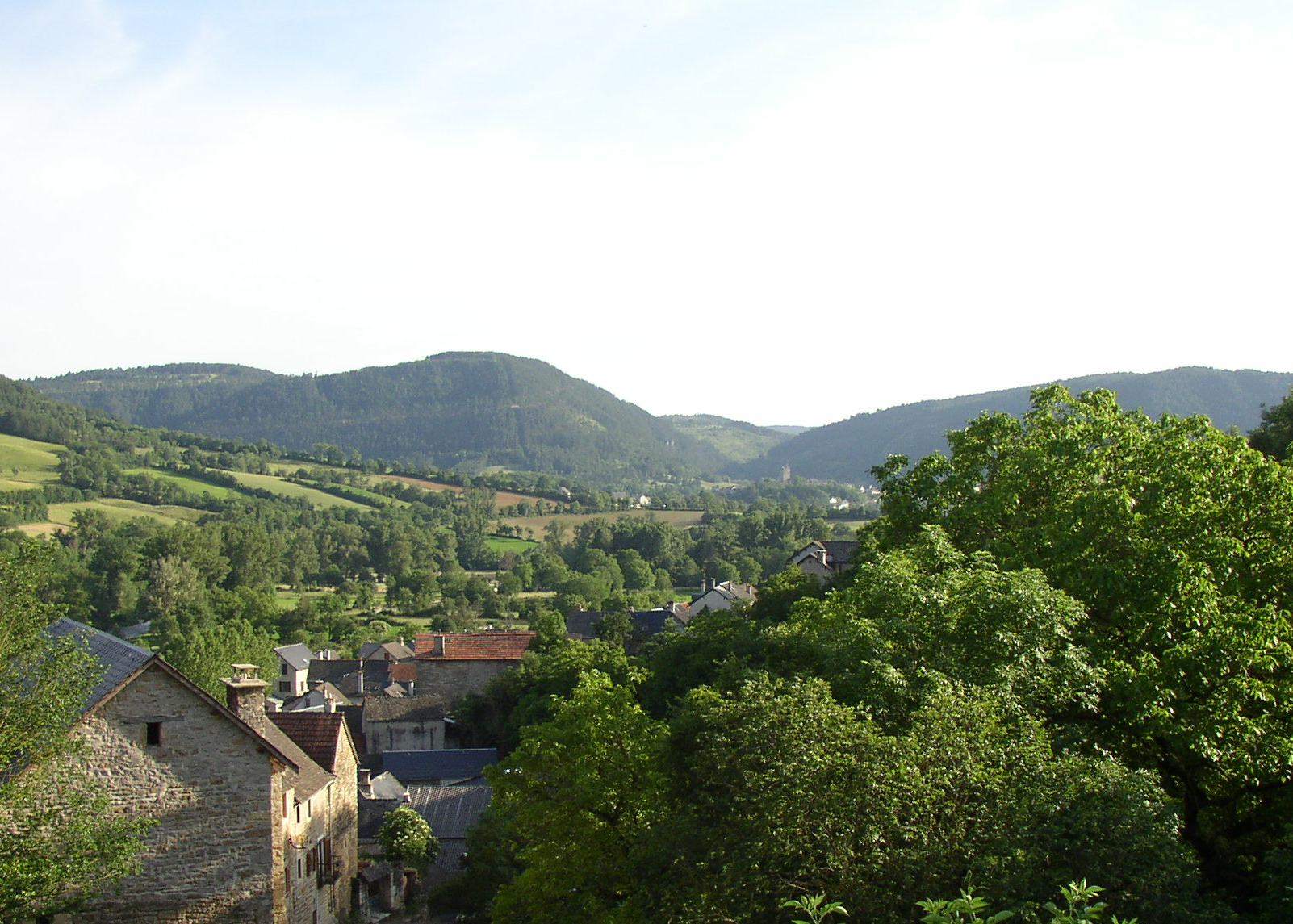
Le Bruel, Chanac en arrière-plan.
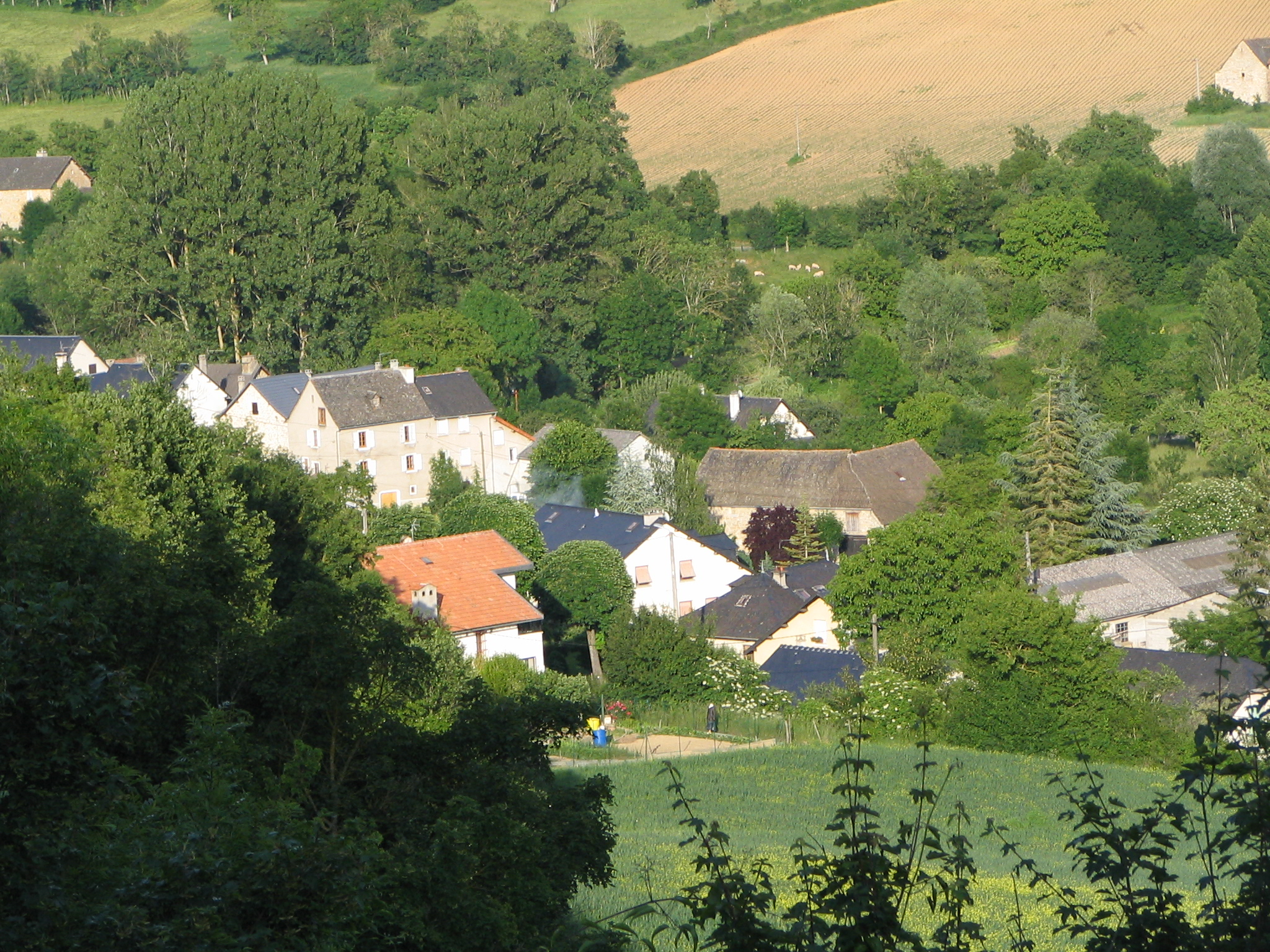
Le Bruel vu depuis le nord-est.
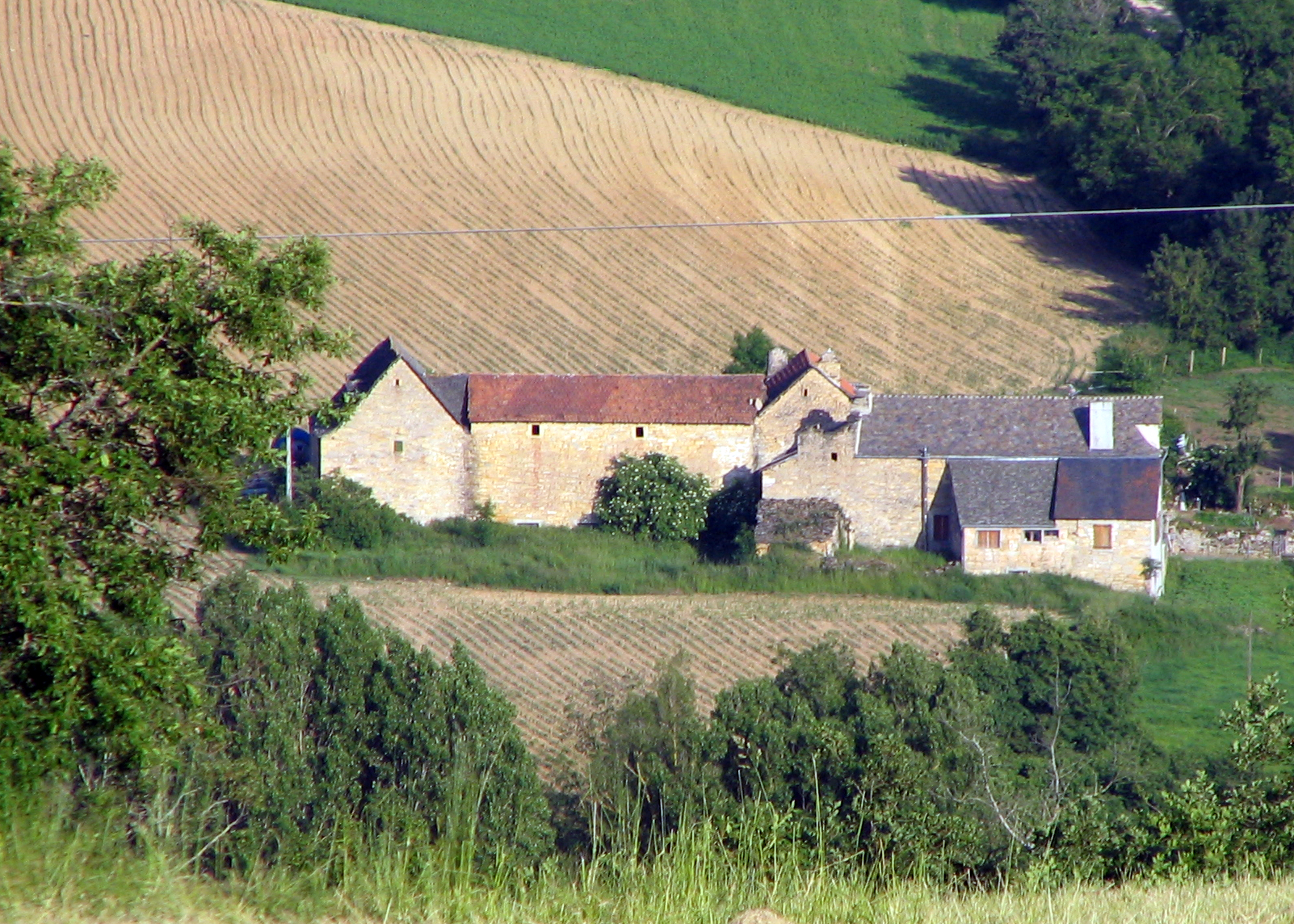
Le Mazet.